# Aeroporto di Leopoli
L'Aeroporto di Leopoli (IATA: LWO, ICAO: UKLL) (in ucraino: Міжнародний аеропорт «Львів» імені Данила Галицького) è un aeroporto dell'Ucraina che serve la città di Leopoli. Da gennaio a dicembre 2016 l'aeroporto ha servito circa 738 000 passeggeri e 8 877 voli, ovvero il 29.4% di passeggeri e il 32,8% di voli in più rispetto allo stesso periodo dell'anno precedente. L'aeroporto si trova a 6 km dal centro di Leopoli.

## Storia

### Origini
Fondato nel 1929 come aeroporto di Lwów-Skniłów. Skniłów era il nome del vicino villaggio che oggi fa parte di Leopoli. Prima della seconda guerra mondiale, gestiva una rotta domestica verso Varsavia e Cracovia. Nel 1930 fu lanciata la rotta internazionale per Bucarest che fu estesa nel 1931 a Sofia e Salonicco. Nel 1936, la rotta di cui sopra fu successivamente estesa ad Atene e Lidda.

### Sviluppi dal 2010
Nel 2010, l'aeroporto ha trasportato 481.900 passeggeri. In preparazione di Euro 2012, l'aeroporto ha subito un progetto di espansione dal costo di 200 milioni di dollari. Il nuovo terminal dell'aeroporto di Lviv ha un'area di 34.000 m² con una capacità di gestire 1.000 passeggeri l'ora. Dei 200 milioni di dollari, ci si aspettava che il governo ucraino avrebbe fornito 70 milioni di dollari, di cui 14 milioni in 2008 e 130 milioni di dollari proverrebbero da investitori privati. Il progetto di espansione includeva un'estensione di 700 metri della pista esistente e un nuovo terminal aeroportuale in grado di gestire fino a 2.000 passeggeri all'ora (5,69 milioni di passeggeri all'anno).
L'aeroporto era una città di riferimento per Wizz Air Ukraine, che serviva quattro rotte internazionali verso l'Italia (Napoli, Bergamo e Treviso) e la Germania (Dortmund) fino allo scioglimento della compagnia aerea nell'aprile 2015 (al contrario, le rotte dall'aeroporto internazionale di Kiev sono proseguite dopo essere stato rilevato dalla società madre). Nel gennaio 2017, Wizz Air ha annunciato che avrebbe ripreso i voli per Lviv, inizialmente con l'introduzione di una rotta per Breslavia.
A marzo 2017, Ryanair ha annunciato che avrebbe lanciato sette rotte per Leopoli a partire da ottobre 2017. Questi piani sono stati saltati a luglio dopo che Ryanair non è riuscita a raggiungere un accordo con la gestione dell'aeroporto di Kiev-Boryspil e la sua successiva decisione di rinviare l'ingresso nel mercato ucraino. Immediatamente il governo ucraino ha esercitato pressioni su Boryspil e ha accusato Ukraine International Airlines di sabotare l'accordo. Ciò ha portato alla continuazione dei colloqui con Ryanair e, a partire da marzo 2018, è stato annunciato che Ryanair avrebbe continuato ad aprire 10 nuove rotte da Boryspil e 5 nuove rotte da Lviv.

## Caratteristiche
L'aeroporto ha due terminal (1 e A), sebbene solo il terminal A sia attualmente operativo.

### Terminal A
Il Terminal A è stato inaugurato nel 2012. Ci sono 29 banchi check-in, di cui 9 per voli nazionali e i restanti 20 per voli internazionali. Ha 9 gate, 4 dei quali dotati di manicotti d'imbarco, e può gestire fino a 3.000 passeggeri all'ora. I servizi dell'aeroporto includono anche quattro bar e due negozi duty-free, oltre a due lounge aeroportuali, una nella sezione nazionale e una in quella internazionale.

### Terminal 1
Inaugurato nel 1955, questo è stato l'unico terminal dell'aeroporto fino al 2012, quando è stato aperto il terminal A. Può gestire 300 passeggeri in partenza e 220 in arrivo all'ora. C'era stato un piano provvisorio per usarlo per i passeggeri VIP in futuro. Tuttavia, nel giugno 2019, il terminal è stato riaperto per i voli nazionali, con piani futuri per spostare anche i voli charter nel terminal.

## Statistiche

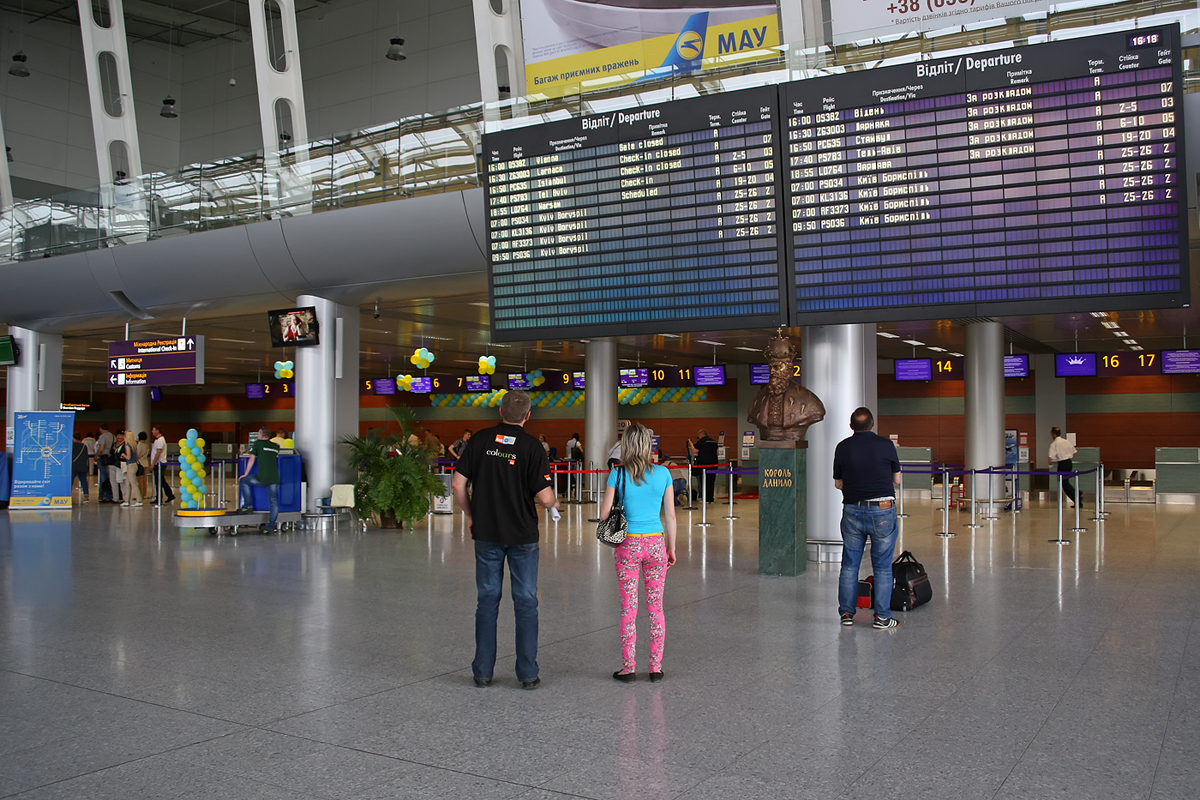
Interno del terminal A

### Numero dei passeggeri
Questo grafico non è disponibile a causa di un problema tecnico.
Si prega di non rimuoverlo.
Vedi la query Wikidata di origine.
| Anno | Passeggeri |
| ---- | ---------- |
| 2004 | 100 000    |
| 2005 | 110 000    |
| 2007 | 147 700    |
| 2010 | 481 900    |
| 2011 | 297 000    |
| 2012 | 576 000    |
| 2013 | 700 800    |
| 2014 | 585 200    |
| 2015 | 570 570    |
| 2016 | 738 000    |
| 2017 | 1 080 000  |
| 2018 | 1 598 700  |
| 2019 | 2 217 400  |

## Collegamenti
Un autobus espresso collega l'aeroporto alla stazione ferroviaria di Lviv con cadenza ogni 90 minuti. L'aeroporto è servito anche dal trasporto pubblico di Leopoli, in particolare dalla linea di autobus 48 e dalla linea di filobus 29, che terminano entrambi nel centro della città. I taxi sono disponibili anche all'aeroporto, così come i servizi di autonoleggio.

## Incidenti
- L'aeroporto è stato il sito dell'incidente aereo di Sknyliv nel 2002, in cui sono morte 77 persone.
- Il 4 ottobre 2019, il volo Ukraine Air Alliance 4050, operato da un Antonov An-12 è precipitato in un campo vicino al villaggio di Sokilnyky, 1,5 km dalla pista dell'aeroporto di Lviv, uccidendo cinque persone. L'aereo della Ukraine Air Alliance (Ucraina-Aeroalliance) ha esaurito il carburante prima di uno scalo previsto a Lviv, in rotta da Vigo in Spagna a Istanbul.[15]